# Кравченко Геннадій Миколайович
Генна́дій Микола́йович Кра́вченко — старшина Збройних сил України, учасник російсько-української війни.
В мирний час із двома синами та донькою проживає у селі Каїри Херсонської області.

## Нагороди
За особистий внесок у зміцнення обороноздатності Української держави, мужність, самовідданість і високий професіоналізм, виявлені під час виконання військового обов'язку, та з нагоди Дня Збройних Сил України нагороджений орденом «За мужність» III ступеня (2.12.2016).